# Les Pauvres Aventures de Jérémie
Les Pauvres Aventures de Jérémie est une série de bande dessinée créée par Riad Sattouf en trois volumes sortis entre 2003 et 2005.

## Synopsis
La série suit le quotidien tragi-comique d'un lead-graphist trentenaire assez loser, dans une société de développement de jeux vidéo. Jérémie tente des aventures avec les filles, souvent peu concluantes. La bande-dessinée de Riad Sattouf se distingue par une description crue des sentiments, ce qui fait le ressort comique de la trilogie.

## Genèse
Après la publication de Petit Verglas chez Delcourt, commande d'étudiant au style réaliste, Riad Sattouf cherche à créer une série dans un style « plus personnel, plus expressif et moins lourd » et propose un scénario de 30 pages aux éditions Dargaud, qui est accepté par Guy Vidal peu de temps avant sa mort.
Le personnage principal, Jérémie, est inspiré de Jérémie Périn, réalisateur de séries animées ayant étudié avec Riad Sattouf aux Gobelins, bien que celui-ci affirme que la grande majorité des anecdotes rapportées dans la série soient fictives.
La série est citée par Zanzim comme sa « plus grand claque » en matière d'humour.

## Publication

### Albums
- 1 Les Jolis Pieds de Florence, Dargaud,  (ISBN 978-2-205-05397-5), 18 janvier 2003
Scénario et dessin : Riad Sattouf - Couleurs : Audré Jardel
- 2 Le Pays de la soif, Dargaud,  (ISBN 978-2-205-05489-7), 6 mars 2004
Scénario et dessin : Riad Sattouf - Couleurs : Audré Jardel
- 3 Le Rêve de Jérémie, Dargaud,  (ISBN 978-2-205-05634-1), 18 novembre 2005
Scénario et dessin : Riad Sattouf - Couleurs : Walter

### Autres
Une nouvelle édition du premier tome, Les Jolis Pieds de Florence, paraît le 4 juin 2010  (ISBN 978-2-205-06643-2) à l'occasion des dix ans de carrière de Riad Sattouf. La série est rassemblée en une intégrale parue le 15 novembre 2013  (ISBN 978-2-205-07216-7).
En novembre 2013, pour accompagner la sortie du deuxième film de Riad Sattouf, Jacky au royaume des filles, Dargaud publie une intégrale en noir et blanc, qui réunit les trois premiers albums, ainsi que plusieurs histoires courtes de Jérémie parues dans Pilote (La fille de trois heures du matin, 2003 et Spécial Noël et Halloween, 2004) et dans La Lettre.

## Distinctions
En 2003, Riad Sattouf reçoit le Prix René-Goscinny pour le tome 1, Les Jolis Pieds de Florence. En 2004, le 2e tome, Le Pays de la soif, reçoit le Prix de la BD du Point lors de la première édition de cette distinction.